# Alexei Michailowitsch Schtschastny

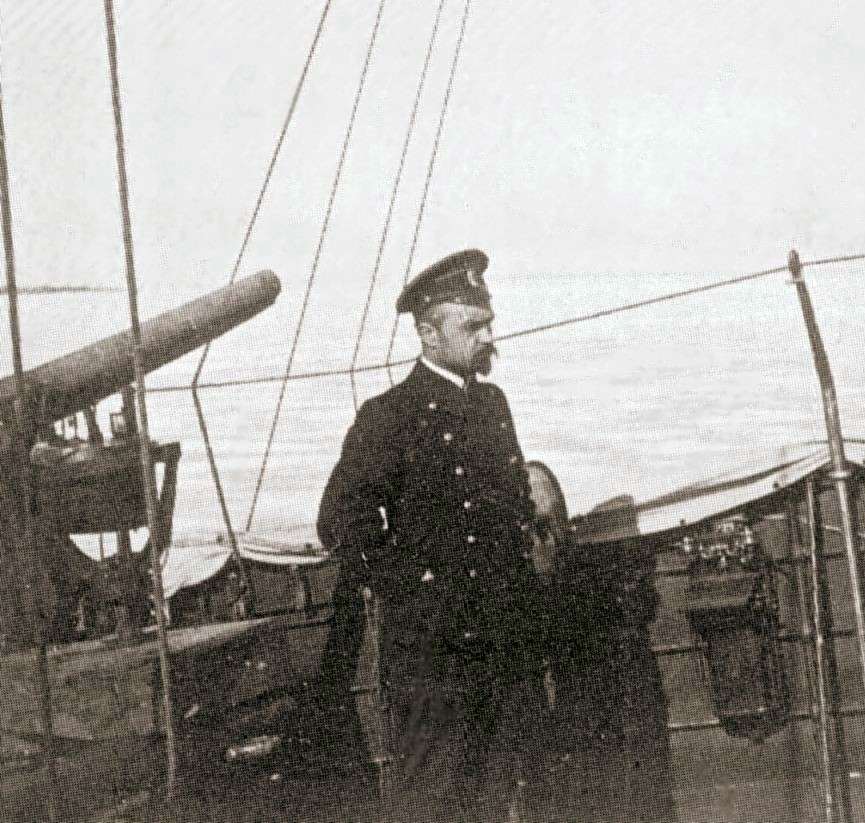
A.M. Schtschastny 1918

Alexei Michailowitsch Schtschastny (russisch Алексей Михайлович Щастный; * 16. Oktober 1881 in Schitomir; † 22. Juni 1918 in Moskau) war ein russischer Seeoffizier. Er entstammte einer Offiziersfamilie; sein Vater, Michail Michailowitsch Schtschastny, war Artillerieoffizier und wurde 1908 zum Generalleutnant befördert.
Schtschastny durchlief in seiner militärischen Laufbahn, die 1892 im Kadettenkorps begann, verschiedene Stationen, bevor er 1901 in die Kaiserlich Russische Marine wechselte. 1913 wurde er schließlich zum Kapitän Zweiten Ranges befördert und diente ab 1914 als I. Offizier auf dem modernen Großkampfschiff Poltawa. Ab 1916 war er Kommandant des älteren großen Zerstörers Pogranitschnik der Ochotnik-Klasse. Nach der Februarrevolution 1917 wurde er zum Kapitän Ersten Ranges befördert und hatte Stabspositionen innerhalb der Baltischen Flotte inne. Alexei Schtschastny war der Organisator des Eismarsches der Baltischen Flotte im April 1918 von Reval und Helsingfors nach Kronstadt, durch den Sowjetrussland praktisch die gesamte Baltische Flotte erhalten blieb. Schtschastny, der diese unter den gegebenen Umständen ungewöhnliche Leistung kurzfristig eingeleitet hatte, wurde kurz darauf von den Bolschewiki verhaftet und erschossen, denn: „Er habe sich durch seine Tat bewusst populär gemacht, um diese Popularität später gegen die Sowjetmacht einsetzen zu können.“
Laut Alexander Solschenizyn erklärte der Chefankläger des „Allrussischen Zentral-Exekutivkomitees“ Krylenko, dass Schtschastny nicht „zum Tode“, sondern „zur Erschießung“ verurteilt sei, was der beschlossenen Abschaffung der Todesstrafe somit nicht im Wege stehe.
Schtschastny wurde nach dem Ende der Sowjetunion rehabilitiert; 1992 wurde eine Straße in Schitomir nach ihm benannt.